# Cathédrale de Noto
La cathédrale de Noto est une église catholique romaine de Noto, en Italie. Il s'agit de la cathédrale du diocèse de Noto.
Sa construction dans le style baroque sicilien a commencé au début du XVIIIe siècle et s'est achevée en 1776. Elle est dédiée à saint Nicolas de Myre.
La construction du temple débuta en 1694 et s'acheva en 1703, année où il fut ouvert au culte avec la solennelle dédicace. Au cours des siècles, cependant, tant la façade que l'intérieur ont subi de nombreuses modifications, qui ne lui ont donné son aspect actuel qu'à la fin du XIXe siècle, avec la construction d'un nouveau dôme, œuvre de Netino Cassone.
L'intérieur, à trois nefs, abrite de nombreuses œuvres d'art, dont certaines proviennent de Noto Antica, dont l'urne en argent contenant la dépouille mortelle de San Corrado Confalonieri .
La cathédrale s'est effondrée en 1996 à cause de la fragilisation de sa construction lors du tremblement de terre de 1990. Elle a été rebâtie depuis, et a rouvert en 2007. Le 21 Janvier 2012, le pape Benoît XVI a élevé la cathédrale au rang de Basilique mineure.

## Photographies

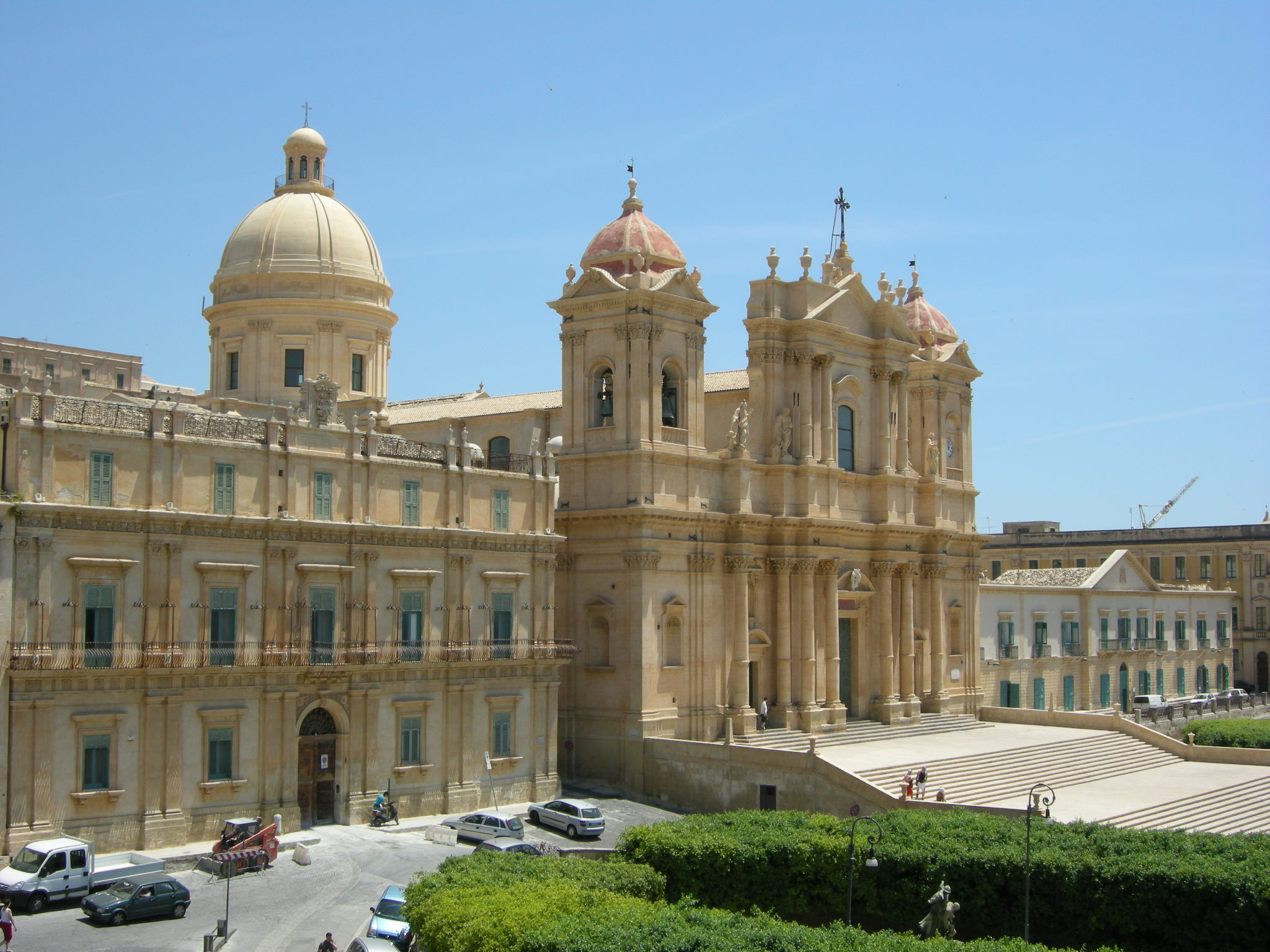
Vue, avec le dôme reconstruit.
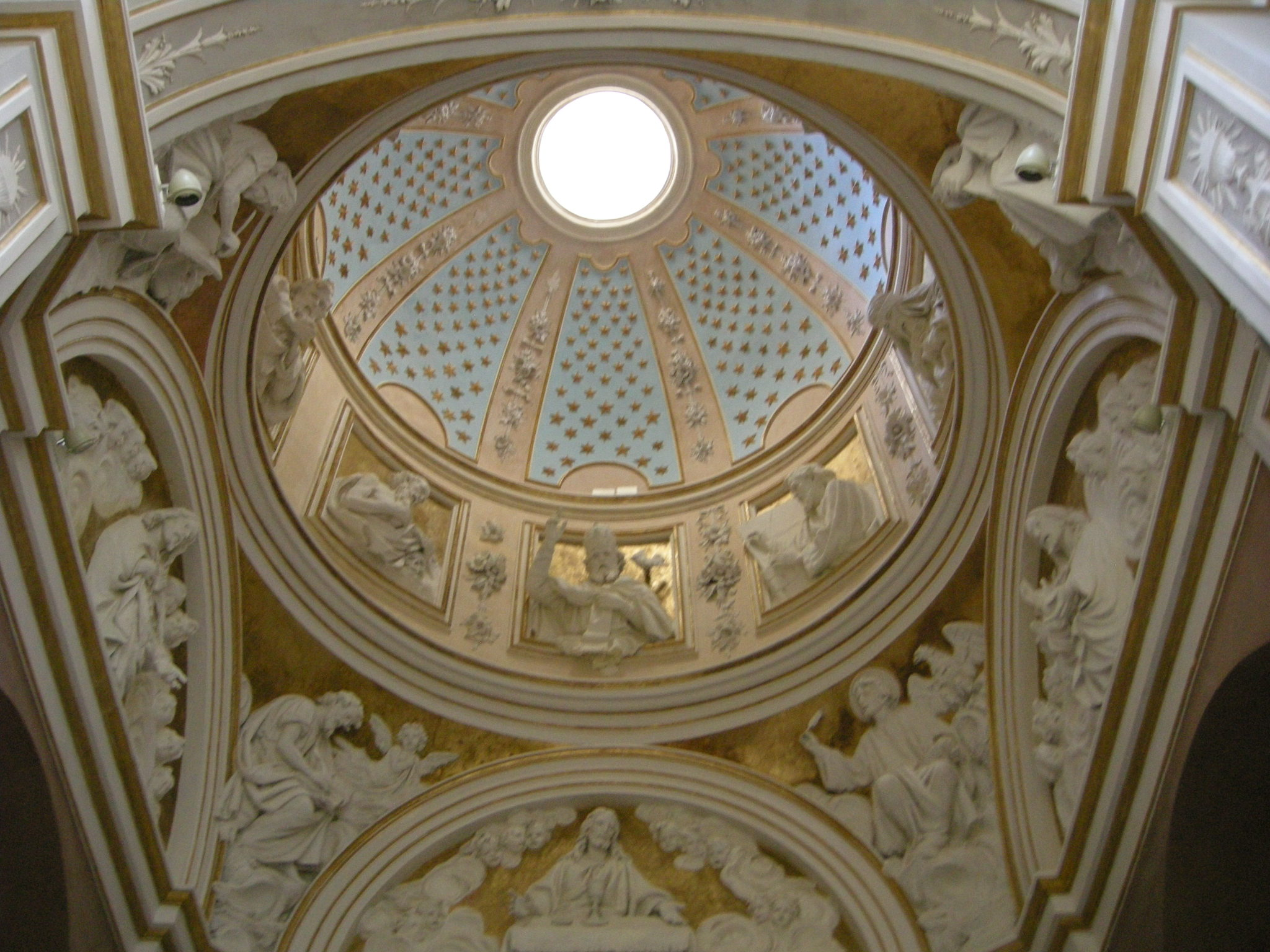
Coupole, vue intérieure.
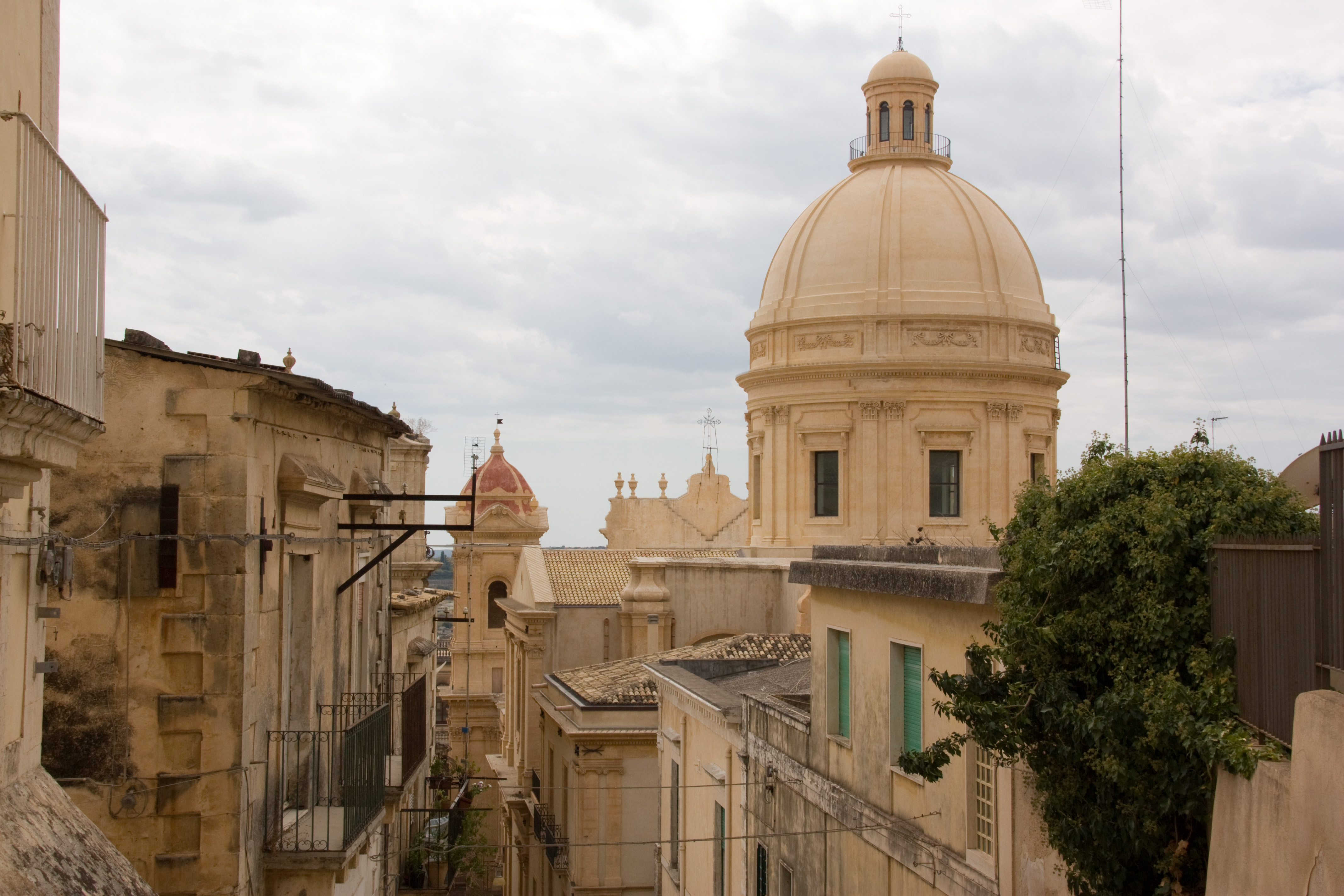
Le duomo reconstruit, vue des toits.
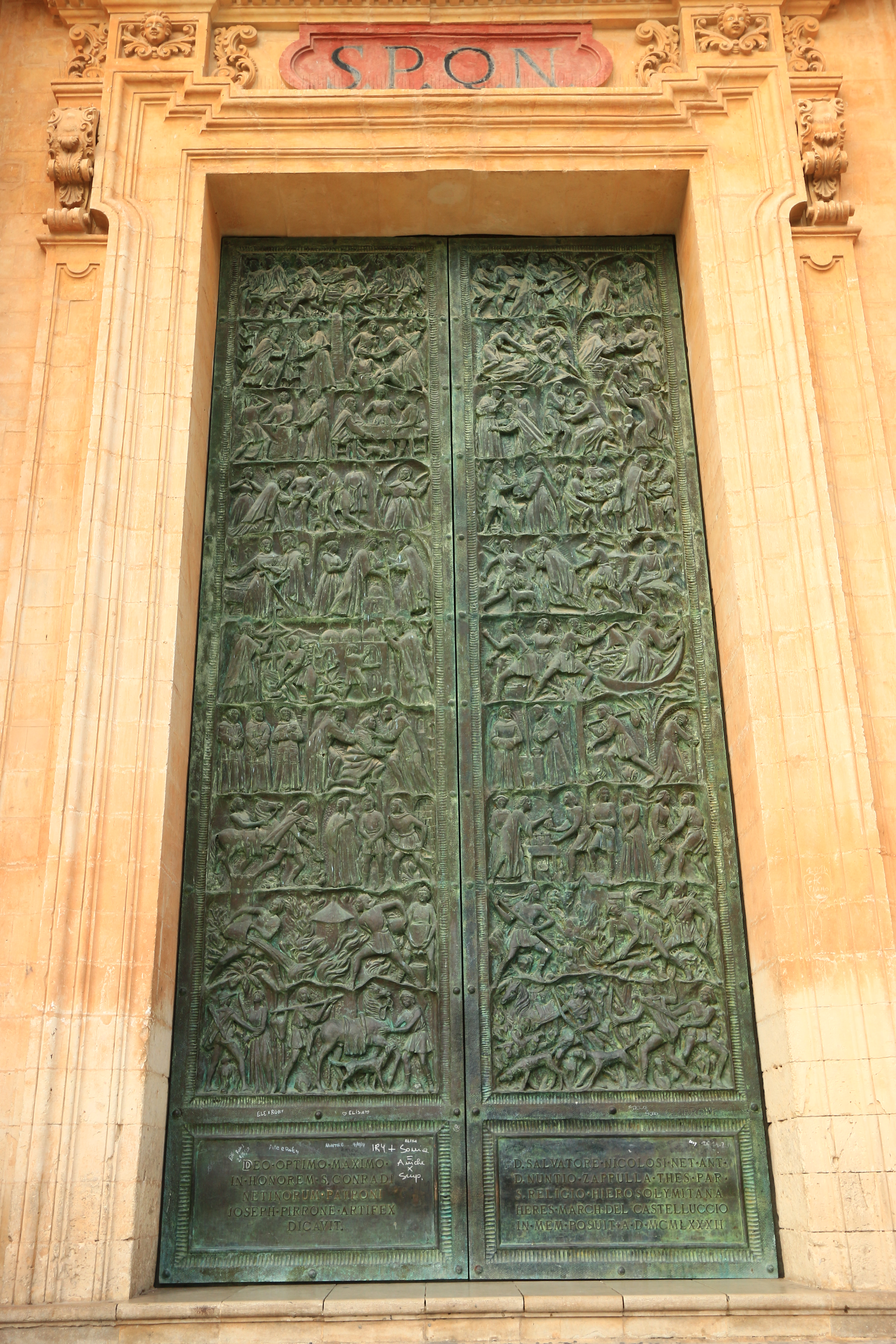
Porte sculptée en bronze.
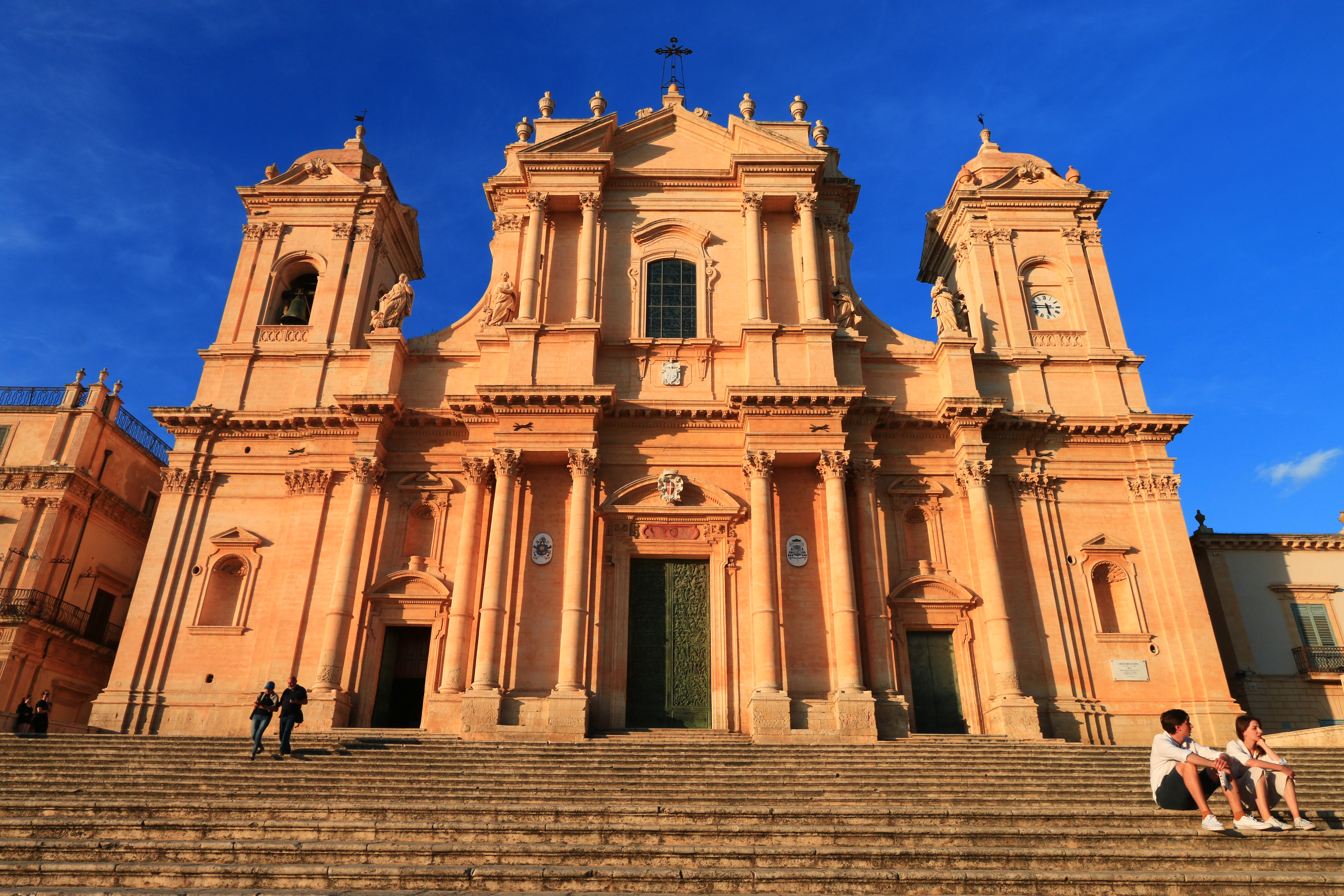
La façade en fin d'après-midi.